# 623년

## 연호
- 당(唐) 무덕(武德) 6년
- 신라(新羅) 건복(建福) 40년

## 기년
- 당(唐) 고조(高祖) 6년
- 신라(新羅) 진평왕(眞平王) 45년
- 고구려(高句麗) 영류왕(榮留王) 6년
- 백제(百濟) 무왕(武王) 24년

## 사건
- 신라의 융천사(融天師)가 '혜성가'를 짓다
- 당나라 이세민이 중국의 재통일을 완수하다.

## 탄생
- 백제(百濟)의 국왕(國王) 풍왕(豊王)